# Ernst-Strecke
Die Ernst-Strecke war ein Fahrungs- und Wetterstollen im Steinkohlenrevier des Döhlener Beckens auf dem Gebiet der Stadt Freital in Sachsen. Er diente insbesondere der Bewetterung des Grubenfeldes links der Weißeritz, das zum Königlichen Steinkohlenwerk Zauckerode gehörte.
Die Strecke trug den Namen des am 7. Mai 1845 verunglückten Bergverwalters Ernst Wilhelm Lindig, Sohn des Faktors Ernst Friedrich Wilhelm Lindig.

## Geschichte
Die Ernst-Strecke wurde 1845 bis 1846 aufgefahren, als sich der Bergbau dem an der Weißeritz festgelegten Sicherheitspfeiler immer mehr näherte. Als Tagesfallstrecke getrieben, folgte sie dem einfallenden Flöz genau im Abstand von 100 Lachtern zum Flusslauf der Weißeritz. Zur Verbesserung des natürlichen Wetterzuges besaß die Ernst-Strecke einen Wetterofen, der bis zum Bau des Ventilators am Döhlener Wetterschacht im Jahr 1858 genutzt wurde. Darüber hinaus diente die Ernst-Strecke auch zur Fahrung für die Mannschaften.
Beim Weißeritzhochwasser am 29. und 30. Juli 1897 drangen die Wassermassen auch über die Ernst-Strecke in das Grubenfeld ein, allerdings gelang es schon nach kurzer Zeit die entstandene Pinge abzudichten.
Die Ernst-Strecke blieb noch bis zur Einstellung des Bergbaues links der Weißeritz im Jahr 1959 als Rettungsweg offen.